# Округ Телтов-Флеминг
Округ Телтов-Флеминг је округ на југу немачке покрајине Бранденбург. 
Површина округа је 2.092,1 km². Крајем 2007. имао је 162.383 становника. Има 16 насеља, од којих је седиште управе у месту Лукенвалде. 
Телтов је равно пољоприведно подручје у околини Берлина, док је Флеминг брдско подручје покривено шумом. Град Телтов не припада овом округу. У округу постоје 23 језера, 11 река и речица. 